# Yves Piétrasanta
Pour les articles homonymes, voir Pietrasanta (homonymie).
Yves Piétrasanta, né le 19 août 1939 à Mèze (Hérault), où il est mort le 28 mai 2022, est un homme politique français ,.
Pionnier de l'écologie politique, il fut maire de Mèze, conseiller général de l'Hérault, conseiller régional du Languedoc-Roussillon et député européen.

## Biographie

### Formation
- Ingénieur de l'École nationale supérieure de chimie de Montpellier en 1962.
- Docteur d'État de sciences physiques en 1966[4].

### Vie universitaire
- Professeur à l'École nationale supérieure de chimie de Montpellier[5], université des sciences et techniques du Languedoc-Roussillon de 1969 à 1999 ;
- Professeur 1re classe depuis 1987 ;
- Directeur du laboratoire de chimie appliquée jusqu'en 1999 ;
- Directeur de 60 thèses soutenues (3e cycle, docteur ingénieur et thèses d'État) ;
- Président du conseil pédagogique du CNAM Languedoc-Roussillon jusqu'en 2000.

### Vie politique
Yves Piétrasanta commence sa carrière politique en devenant conseiller municipal de Mèze en 1971, puis il y est élu maire lors des municipales de 1977 et sera ainsi renouvelé (1983, 1989 et 1995) jusqu'en 2001. Entre-temps, il est élu conseiller général du canton de Mèze de 1972 à 2001, et il est nommé vice-président délégué à l’Environnement du conseil général de l'Hérault jusqu’en mars 2001.
Radical de gauche, il rejoint Brice Lalonde en 1991 à la création de Génération écologie dont il est membre fondateur. Contestant le mode de fonctionnement et les orientations de celui-ci, il quitte Génération écologie et fonde le Parti écologiste en 1995 dont il est porte-parole jusqu'en 1997 (d'abord Parti écologiste pour le rassemblement de l'écologie sociale avant la fusion en 1996 avec l'Alliance pour l'écologie et la démocratie, aussi issue de GE).
Les 28 et 29 juin 1997, ce parti fusionne avec celui de Noël Mamère, Convergences écologie solidarité, pour créer Écologie citoyenne, avec Yves Piétrasanta comme président et Noël Mamère comme porte-parole.
Après les élections législatives de 1997 où un rapprochement s'était opéré avec Les Verts, la fusion des deux formations est envisagée. Un premier accord avorta : l'adhésion de 'Écologie citoyenne aux Verts ne fut approuvée que par 58,77 % des militants Verts alors que la majorité statutaire était des 2/3. L'intégration aux Verts eut finalement lieu le 1er février 1998. Yves Piétrasanta devient Président du Conseil Scientifique des Verts.
Le 7 février 1998, il est élu président de la FEDEL (Fédération des élus locaux pour une alternative écologiste, citoyenne et solidaire).
Il est élu député européen le 13 juin 1999 sur la liste des Verts menée par Daniel Cohn-Bendit, mais démissionne de son mandat à la fin de 2003 pour se mettre en conformité avec les statuts de son parti sur le cumul des mandats. Il sera remplacé au Parlement européen par Marie-Françoise Duthu. Pour les élections européennes de 2004, sa candidature dans la circonscription Sud-Est ne sera pas retenue par le CNIR au profit de celle de Jean-Luc Bennahmias.
Il entre au conseil régional du Languedoc-Roussillon lors des régionales de 1986, et il est réélu en 1992 obtenant par-là même une vice-présidence. Il est réélu en 2004 sur la liste menée par Georges Frêche et devient vice-président chargé du Développement durable, de l'Environnement, des Énergies renouvelables, de la Prévention des risques industriels et de l'Agenda 21.
Pour avoir refusé de se plier à la décision du CNIR des Verts de se retirer des majorités présidées par Georges Frêche, il est exclu des Verts par le conseil d'administration régionale des Verts de Languedoc-Roussillon en juin 2008 ; de manière concomitante, il annonce dans la presse sa démission de ce mouvement.
Il figure sur la liste divers gauche de Georges Frêche pour les régionales de 2010, et il est confirmé dans ses anciennes fonctions.
Élu président de Génération écologie le 2 avril 2011, lors de la 9e convention nationale du parti, où il était l'unique candidat à se présenter pour le poste, il est désigné candidat de GE à l'élection présidentielle française de 2012 le mois suivant. Il annonce le 7 février 2012 qu'il retire sa candidature et rejoint l'équipe de campagne de François Hollande.
Après la fusion de la communauté de communes Thau Agglo avec la Communauté de communes du Nord du Bassin de Thau, dont il était président, il devient conseiller communautaire. François Commeinhes, président de Sète Agglopôle Méditerranée lui succède à la présidence de la commission locale de l'eau du bassin de Thau en 2017. Pour des raisons de santé, il démissionne de son poste de premier adjoint au maire de Mèze et de conseiller communautaire de Sète Agglopôle Méditerranée et redevient simple conseiller municipal. Le 19 août 2019, jour de ses 80 ans, alors que des élus quittent la majorité municipale conduite par Henry Fricou, il démissionne de son poste de conseiller municipal de Mèze, et n'occupe donc plus aucun mandat électif.

### Activités pour la défense de l'environnement
- Président fondateur de l'Institut français de l'environnement (IFEN) de 1992 à 1995 et puis président d'honneur ;
- Président de l'ANRED (Agence nationale pour la récupération et l'élimination des déchets) de 1989 à 1991 ;
- Membre du conseil d'administration de l'AFNOR (Association française de normalisation) depuis le 24 juin 1996, en qualité de représentant de l'Association des maires de France ;
- Membre du conseil d'administration du Club européen de la santé (1996-1999) ;
- Cofondateur et président délégué des Éco-Maires (Association nationale des maires pour l'environnement) ;
- Membre du Haut Comité de l'environnement de 1981 à 1991 ;
- Président du conseil d’orientation et de surveillance d’ÉCOSITE ;
- Fondateur de l'IARE (Institut des aménagements régionaux et de l'environnement) ;
- Fondateur du CEPREL (Centre d'études, d'expérimentations et de réalisations pour la protection, la restauration et la gestion du littoral) ;
- Président d'AIR-Languedoc-Roussillon (Association agréée pour la mise en œuvre de la surveillance de la qualité de l'air en Languedoc-Roussillon ;
- Membre de la Fédération nationale ATMO), depuis mai 1992 ;
- Président de l'association Languedoc-Roussillon Écologie.

## Fonctions et mandats
- Mandats locaux :
  - 1971 à 1977 : Conseiller municipal de Mèze ;
  - 1977 à 2001 : Maire de Mèze[3] ;
  - 2001 à 2018 : 1er adjoint au maire de Mèze ;
  - 2018 et 2019 : Conseiller municipal de Mèze ;
  - 1977 à 2001 : Président du Syndicat intercommunal du nord du bassin de Thau ;
  - 2001 à 2017 : Président de la Communauté de communes du Nord du Bassin de Thau ;
  - 2017 et 2018 : Conseiller communautaire de Sète Agglopôle Méditerranée ;
  - 1972 à 2001 : Conseiller général du Canton de Mèze[3] ;
  - 1986 à 2015 : Conseiller régional du Languedoc-Roussillon[3].

- Fonctions politiques nationales :
  - 2 avril 2011 à 2018 : Président de Génération écologie.
- Mandat parlementaire :
  - 20 juillet 1999-2 février 2004 : Député européen[3].
- Autre fonction :
  - 2007-2017 : Président de la commission locale de l'eau du bassin de Thau.

## Publications
- Publications scientifiques :
  - Plus de 200 articles publiés sur la chimie et les matériaux polymères dans des revues scientifiques internationales
  - Les acrylates et polyacrylates fluorés, en collaboration avec Bernard Boutevin, éditions EREC, 1988
  - Ce que la recherche fera de nous, éditions L'Harmattan, 2004
- Publications écologiques :
  - 100 mots pour comprendre les déchets, éditions ENEE, COM & CO, 1992
  - Le Livre blanc sur le recyclage des matières plastiques, éditions EREC, 1994
  - Le Lagunage écologique, en collaboration avec Daniel Bondon, éditions Economica, 1994
- Publications politiques :
  - L'Écharpe verte, éditions Albin Michel, 1993
  - L'Écologie, clé de la politique, éditions L'Harmattan, 1998